# イーグル・ビスタ
ビスタ（Vista ）は、イーグルが販売していた乗用車である。

## 概要
ビスタは、ルノーの北米撤退により空白になったルノー・アンコールの穴埋めモデルとしてイーグル・サミットとともにデビュー(ただしサミットの登場は1年遅れの1989年)。
三菱自動車工業からランサーの供給を受け販売されたこのモデルは1988年から1992年まで販売された。
エンジンは1.5Lと1.6Lが選択でき、4速または5速MT、3速ATに組み合わせられた。